# 함백선
함백선(咸白線)은 강원특별자치도 정선군의 예미역과 조동역을 연결하는 철도 노선이다. 한국철도공사가 관할하며, 태백선의 지선이기도 하다. 태백선과 함백선 모두 단선이기 때문에, 태백선과 함백선을 합쳐서 복선 형태로 운용되기도 한다.

## 개요
최초에는 영월선의 연장 노선인 함백선으로 처음에 건설이 이루어졌다. 그러나 이후 정선선(이후의 태백선)이 건설되면서 예미~함백간의 노선은 정선선의 지선 형태로 변경되었으나, 1974년에 선로용량 확충 등의 필요에 의해서 함백~조동간의 루프 터널 및 연결선 공사가 개시되어 1977년에 현재와 같은 노선으로 변경되었다.

## 연혁
- 1949년 5월 3일 : 영월선 제천~함백간 착공
- 1957년 3월 9일 : 함백선 영월~함백간 22.6 km 완공, 완공 이후 영월선 구간을 통합하여 함백선으로 명명
- 1962년 5월 10일 : 정선선 예미~정선간 착공
- 1966년 1월 15일 : 선로 명칭 개정, 함백선이 예미~함백간으로 축소 및 예미∼증산간의 정선선과 증산∼고한 간의 고한선으로 명명[2]
- 1967년 1월 20일 : 정선선 예미~정선간 41.6 km 완공
- 1974년 6월 20일 : 태백선 제천~고한간 80.1 km 전철화 완공, 전기기관차 운행 개시
- 1974년 12월 20일 : 함백~조동간 루프 터널(함백1터널) 착공
- 1976년 12월 30일 : 함백~조동간 루프 터널(L=2,450m) 개통으로 인해 예미~조동간 함백선 연결 개통, 해당 구간 복선화
- 1977년 4월 1일 : 조동역(신호장) 개업
- 1984년 4월 10일 : CTC화 완료
- 2004년 3월 31일 : 통일호 운행 중지로 여객 영업 중지
- 2006년 10월 31일 : 함백역 건물 철거
- 2008년 1월 1일 : 함백역 여객취급 중지
- 2008년 6월 9일 : 함백역 건물 복원공사 착공식[3]
- 2008년 11월 25일 : 함백역 건물 복원완료[4]
- 2019년 4월 17일 : 철도 노선번호 변경에 따라 31501로 변경[5]

## 노선 정보
- 노선 거리 : 9.6 km
- 운영 기관 : 한국철도공사(전 구간)
- 궤간 : 1435mm(표준궤)
- 통행 방식 : -
- 역 수 : 3
- 복선 구간 : 없음(태백선의 복선 기능 수행)
- 전철화 구간 : 전 구간(교류 25,000V)
- 보안 장치 : ATS

## 역 목록
| 역명 | 로마자 역명 | 한자 역명 | 역간거리 (km) | 영업거리 (km) | 접속 노선 | 소재지         | 소재지 |
| ---- | ----------- | --------- | ------------- | ------------- | --------- | -------------- | ------ |
| 예미 | Yemi        | 禮美      | 0.0           | 0.0           | 태백선    | 강원특별자치도 | 정선군 |
| 함백 | Hambaek     | 咸白      | 5.2           | 5.2           |           | 강원특별자치도 | 정선군 |
| 조동 | Jodong      | 鳥洞      | 4.4           | 9.6           | 태백선    | 강원특별자치도 | 정선군 |

## 터널 목록
| 터널 이름 | 소재지 | 길이   | 준공년도 | 비고 |
| 힘백1터널 |        | 2,450m | 1976년   |      |
| 함백2터널 |        | 64m    | 1976년   |      |
| --------- | ------ | ------ | -------- | ---- |

## 노선 특징
이 구간의 열차 운행은 철저하게 태백선의 용량 확충과 중량 화물열차의 안전을 위한 우회운행을 이루기 위한 것이다. 용량 확충 차원에서 임시열차 등은 함백선에 진입, 태백선 본선 측의 열차를 대피하거나 교행시키는 일이 잦으며, 화물열차의 경우 태백선 본선측이 30퍼밀의 급경사를 이루고 있어 경사가 보다 완만한 함백선을 경유하여 운전하는 예가 잦다. 다만 이 구간은 태백선과 상하행 방향을 분담하는 식의 복선화가 아닌, 쌍단선식의 복선화 구간으로 역할하고 있어, 열차의 운행은 상하행 모두 이루어진다.
정기여객열차운행은 비둘기호, 통일호, 무궁화호 일부 열차에 의해서 이루어졌다. 2007년 12월 31일을 마지막으로 함백선을 경유하는 정기 여객열차는 없어졌다. 중부내륙순환열차가 간혹 함백선으로 들어오기는 했으나, 운행 경로가 청주역을 경유하는 것으로 바뀌면서 폐지되었다.
2022년도 철도통계연보에 따르면 함백선을 경유하는 정기열차의 열차운행 빈도는 다음과 같다.
| 운행구간  | 선로용량 | 일반여객 | 전동차 | 화물열차 | 운행총계 |
| --------- | -------- | -------- | ------ | -------- | -------- |
| 예미~조동 | 46       | -        | -      | 2        | 2        |

## 차량
이 구간의 차량은 태백선의 차량에 준한다.
- 객차
  - 무궁화호 전 형식
- 기관차
  - 7500호대 디젤 기관차
  - 8000호대 전기 기관차
  - 8100호대 전기 기관차
  - 8200호대 전기 기관차

과거에 운행하던 차량으로는 다음과 같다.
- 객차
  - 비둘기호
  - 통일호
  - 새마을호
- 전동차
  - EEC

## 이용객 변동
다음 자료는 2000년부터 2015년까지 한국철도공사 한국철도통계 내용을 모은 것이다.
| 구분       | 이용 인원수 (명) | 이용 인원수 (명) | 이용 인원수 (명) | 이용 인원수 (명) | 이용 인원수 (명) | 이용 인원수 (명) | 이용 인원수 (명) | 이용 인원수 (명) | 이용 인원수 (명) | 이용 인원수 (명) | 이용 인원수 (명) | 각주  |
| 구분       | 2005년           | 2006년           | 2007년           | 2008년           | 2009년           | 2010년           | 2011년           | 2012년           | 2013년           | 2014년           | 2015년           | 각주  |
| ---------- | ---------------- | ---------------- | ---------------- | ---------------- | ---------------- | ---------------- | ---------------- | ---------------- | ---------------- | ---------------- | ---------------- | ----- |
| 통일(통근) | 0                | 0                | 0                | 0                | 0                | 0                | 0                | 0                | 0                | 0                | 0                | [ 6 ] |
| 무궁화     | 1,219            | 1,081            | 985              | 0                | 913              | 679              | 1,019            | 0                | 0                | 0                | 0                | [ 6 ] |
| 합계       | 1,219            | 1,081            | 985              | 0                | 913              | 679              | 1,019            | 0                | 0                | 0                | 0                | [ 6 ] |

## 미래
함백선에 대해서 향후 별다른 개량 계획은 존재하지 않는다. 노선 폐지의 가능성은 없으나, 과거 독립 지선의 역할에서 태백선의 병행단선으로의 역할 변동이 예측된다.